# Championnat National D1
Il Championnat National D1 è la massima competizione calcistica di Haiti, creata nel 1937. Fino al 1988 il campionato era però ristretto ai club della capitale, Port-au-Prince, e di poche zone limitrofe.
Ha come massimo livello il Championnat National D1, chiamato anche Championnat National Digicel per motivi di sponsor, che comprende 16 squadre. La stagione si articola in due distinte fasi, chiamate Ouverture e Fermeture e corrispondenti ai gironi di andata e ritorno. Entrambi i campionati assegnano il titolo di campione nazionale, e attraverso il Campionato per club CFU danno la possibilità di qualificarsi per la CONCACAF Champions League.
Al termine della stagione le prime otto classificate disputano il Super Huit, o Coupe Digicel.

## Organico odierno
- Carrefour
- Aigle Noir
- América des Cayes
- FICA
- Mirebalais
- St-Louis du Nord
- Capoise
- Baltimore
- Cavaly
- RC Haïtien
- RC des Gonaïves
- Tempête
- Triomphe
- Valencia
- Victory

## Albo d'oro
| Anno    | Vincitore        | Città          |
| ------- | ---------------- | -------------- |
| 1937–38 | RC Haïtien       | Port-au-Prince |
| 1939    | Violette         | Port-au-Prince |
| 1940    | Hatüey Bacardi   | Port-au-Prince |
| 1941    | RC Haïtien       | Port-au-Prince |
| 1942    | Etoile Haïtienne | Port-au-Prince |
| 1943    | Arsenal          |                |
| 1944    | Etoile Haïtienne | Port-au-Prince |
| 1945    | Hatüey Bacardi   | Port-au-Prince |
| 1946    | RC Haïtien       | Port-au-Prince |
| 1947    | RC Haïtien       | Port-au-Prince |
| 1948    | Excelsior        | Port-au-Prince |
| 1949    | non terminato    |                |
| 1950    | Excelsior        | Port-au-Prince |
| 1951    | Excelsior        | Port-au-Prince |
| 1952–53 | Aigle Noir       | Port-au-Prince |
| 1953–54 | RC Haïtien       | Port-au-Prince |
| 1954    | annullato        |                |
| 1955    | Aigle Noir       | Port-au-Prince |
| 1956    | Jeunesse         | Pétionville    |
| 1957    | Violette         | Port-au-Prince |
| 1958    | RC Haïtien       | Port-au-Prince |
| 1961    | Etoile Haïtienne | Port-au-Prince |

| Anno    | Vincitore       | Città          |
| ------- | --------------- | -------------- |
| 1962    | RC Haïtien      | Port-au-Prince |
| 1963–67 | non disputato   |                |
| 1968    | Violette        | Port-au-Prince |
| 1969    | RC Haïtien      | Port-au-Prince |
| 1970    | Aigle Noir      | Port-au-Prince |
| 1971    | Don Bosco       | Pétionville    |
| 1972–82 | non disputato   |                |
| 1983    | Violette        | Port-au-Prince |
| 1984–87 | non disputato   |                |
| 1988–89 | FICA            | Cap-Haïtien    |
| 1989–90 | FICA            | Cap-Haïtien    |
| 1990–91 | FICA            | Cap-Haïtien    |
| 1991–92 | non terminato   |                |
| 1992–93 | Tempête         | Saint-Marc     |
| 1993–94 | FICA            | Cap-Haïtien    |
| 1994–95 | Violette        | Port-au-Prince |
| 1996    | RC des Gonaïves | Gonaïves       |
| 1997    | Capoise         | Cap-Haïtien    |
| 1998    | FICA            | Cap-Haïtien    |
| 1999    | Violette        | Port-au-Prince |
| 2000    | RC Haïtien      | Port-au-Prince |
| 2001    | FICA            | Cap-Haïtien    |

| Anno        | Vincitore         | Città          |
| ----------- | ----------------- | -------------- |
| 2002 O      | Roulado           | La Gonave      |
| 2002 F      | RC Haïtien        | Port-au-Prince |
| 2003 O      | Don Bosco         | Pétionville    |
| 2003 F      | Roulado           | La Gonave      |
| 2004 O      | non disputato     |                |
| 2004–05 F   | Mirebalais        | Mirebalais     |
| 2004–05 O   | Baltimore         | Saint-Marc     |
| 2005–06 F   | Baltimore         | Saint-Marc     |
| 2007 O      | Baltimore         | Saint-Marc     |
| 2007 F      | Cavaly            | Léogâne        |
| 2008 O      | Tempête           | Saint-Marc     |
| 2008 F      | RC des Gonaïves   | Gônaïves       |
| 2009 O      | Tempête           | Saint-Marc     |
| 2009 F      | RC Haïtien        | Port-au-Prince |
| 2010 O      | Tempête           | Saint-Marc     |
| 2010 C      | Victory           | Jacmel         |
| 2011 O      | Baltimore         | Saint-Marc     |
| 2011 C      | Tempête           | Saint-Marc     |
| 2012        | Valencia          | Léogâne        |
| 2013        | Mirebalais        | Mirebalais     |
| 2014 O      | América des Cayes | Cayes          |
| 2014 C      | Don Bosco         | Pétionville    |
| 2015 O      | Don Bosco         | Pétionville    |
| 2015 C      | FICA              | Cap-Haïtien    |
| 2016 O      | RC Haïtien        | Gonaïves       |
| 2016 C      | FICA              | Cap-Haïtien    |
| 2017 O      | Real Hope FA      | Cap-Haïtien    |
| 2017 C      | Capoise           | Cap-Haïtien    |
| 2018 O      | Capoise           | Cap-Haïtien    |
| 2018 C      | Don Bosco         | Pétion-Ville   |
| 2019 O      | Arcahaie          | Arcahaie       |
| 2019 C      | non terminato     |                |
| 2020 O      | non terminato     |                |
| 2020 C      | annullato         |                |
| 2020-2021 O | Violette          | Port-au-Prince |
| 2020-2021 C | non terminato     |                |
| 2022        | non disputato     |                |
| 2023        | non disputato     |                |
| 2024        | Real Hope FA      |                |
| 2025        | Juventus FC       |                |

## Riepilogo dei titoli
| Club              | Città           | Vittorie | Stagioni                                                              |
| ----------------- | --------------- | -------- | --------------------------------------------------------------------- |
| RC Haïtien        | Port-au-Prince  | 11       | 1938, 1941, 1946, 1947, 1954, 1958, 1962, 1969, 2000, 2002-C , 2009-C |
| Violette          | Port-au-Prince  | 6        | 1939, 1957, 1968, 1983, 1995, 1999, 2021-O                            |
| FICA              | Cap-Haïtien     | 5        | 1988/89, 1990, 1991, 1993/94, 1998, 2001                              |
| Tempête           | Saint-Marc      | 5        | 1992/93, 2008-A, 2009-A, 2010-A, 2011-C                               |
| Baltimore         | Saint-Marc      | 4        | 2005-C, 2006-A, 2007-A, 2011-A                                        |
| Don Bosco         | Pétionville     | 4        | 1971, 2003-A, 2014-C, 2015-A                                          |
| Aigle Noir        | Port-au-Prince  | 3        | 1953, 1955, 1970                                                      |
| Etoile Haïtienne  | Port-au-Prince  | 3        | 1942, 1944, 1961                                                      |
| Excelsior         | Port-au-Prince  | 3        | 1948, 1950, 1951                                                      |
| Mirebalais        | Mirebalais      | 2        | 2005-A, 2013                                                          |
| Hatüey Bacardi    | Port-au-Prince  | 2        | 1940, 1945                                                            |
| RC des Gonaïves   | Gonaïves        | 2        | 1996, 2008-C                                                          |
| Roulado           | Gônaïves        | 2        | 2002-A, 2003-C                                                        |
| Real Hope FA      | Cap-Haïtien     | 2        | 2017-A, 2024                                                          |
| Jeunesse          | Pétionville     | 1        | 1956                                                                  |
| Capoise           | Cap-Haïtien     | 1        | 1997                                                                  |
| Arsenal           |                 | 1        | 1943                                                                  |
| Aigle Rouge       | Gonaïves        | 1        | 1988                                                                  |
| Cavaly            | Léogâne         | 1        | 2007-C                                                                |
| Victory           | Puerto Príncipe | 1        | 2010-C                                                                |
| Valencia          | Léogâne         | 1        | 2012                                                                  |
| América des Cayes | Les Cayes       | 1        | 2014-A                                                                |
| Juventus FC       | Les Cayes       | 1        | 2025                                                                  |